# Zákameneklin
Zákameneklin (1899-ig Zákamennye-Klin, szlovákul Zákamenné) község Szlovákiában, a Zsolnai kerületben, a Námesztói járásban.

## Fekvése
Námesztótól 15 km-re nyugatra, a Zákameni-medencében fekszik, melyet a Klini és a Zaszihlaki-patakok vize vájt a Beszkidek erdővel borított hegyei közé. Településrészei: Grúň, Mrzačka, Nižný koniec, Oravice, Podkamenné, Podkostol, Poriečie, Špitáľ, Vyšný koniec, Oravice, Podkamenné, Podkostol, Poriečie, Špitáľ és Vyšný koniec.

## Története
A település 1615-ben keletkezett, amikor a vidék birtokosa – Thurzó György, Árva várának ura – megbízta Breznicki Pált és Reguli Györgyöt, hogy a vlach jog alapján falut alapítsanak ezen a helyen. Ezt a települést előbb Kamenszkának, majd később Kamenni Klinnek, Zákamenszki Klinnek, Zákamennének nevezték.
1615-ben „Nouvo Kamenska” alakban említik először, az árvai váruradalomhoz tartozott. A falu vezetője a bíró volt, lakói állattartással, favágással, tutajozással, faáru készítéssel, tímármesterséggel, vászonszövéssel, háziiparral, házalással foglalkoztak. Áruikkal eljutottak Lengyelországba, Námesztó, Trsztena, Alsókubin vidékére is. 1659-ben 418 lakosa volt, ekkor építették a falu első fatemplomát a Kálvária hegyen. A falu a 17. században a rekatollizáció egyik árvai központja. A kuruc háborúk során kuruc hadak pusztították el. 1708-ban új fatemplomot építettek a községben, melyet Prágai Szent Adalbert tiszteletére szenteltek fel. Lomna filiája volt. 1715-ben 320-an lakták, de 1715-ben és 1716-ban az éhínség elől menekülve mintegy 30 család települt be a községbe. 1739-ben súlyos járvány pusztította. Első plébániáját és egyházi iskoláját 1748-ban alapították. 1777-ben erdészeti felügyelőség alakult. 1778-ban 902 lakost számláltak a községben.
A 18. század végén Vályi András így ír róla: „ZAKAMENE. Klin Zakamene. Elegyes lengyel falu Árva Várm. földes Ura a’ Kir. Kamara, lakosai katolikusok, fekszik Lomna felett hegyes helyen, fekvése az Erdődihez hasonló, házaik a’ lengyel szokás szerént széjjel vannak szórva, úgy hogy az ide való Plébánusok, számos meszsze fekvő helységek lévén öszve foglalva, egész apostoli hivatalt tellyesítenek a’ sok téli terhes útaknak igen alkalmatlan vóltok miatt.”
1828-ban 256 házában 1608 lakos élt, akik földműveléssel, állattartással, házi kereskedelemmel, erdei munkákkal foglalkoztak. 1831-ben ismét súlyos járvány pusztította. A 19. századra Zákamenne kereskedelmi központ lett.
Fényes Elek 1851-ben kiadott geográfiai szótárában így ír a faluról: „Zakamene (Klin-), tót falu, Árva vmegyében, 1597 kath., 3 evang., 8 zsidó lak. Van kath. paroch. temploma, 68 1/8 sessiója, roppant erdeje s legelője. F. u. az árvai uradalom. Ut. p. Rosenberg.”
Kálváriáját a keresztúttal 1862-ben építették. 1873-ban súlyos járvány pusztított a faluban. 1875-ben itt alapították Árva vármegye első korszerű faüzemét. 1890 és 1929 között sok lakója vándorolt ki a tengerentúlra. 1893-ban leégett a község temploma. 1894 és 1896 között felépítették az új kőtemplomot, melyet a Nagyboldogasszony tiszteletére szenteltek fel. 1899 után nevét „Kőkelény”-re magyarosították. Az első világháborúban 21 falubeli férfi esett el. A trianoni diktátumig Árva vármegye Námesztói járásához tartozott.
1918 és 1926 között a fa szállítására erdei vasutat építettek, mely 1971-ig üzemelt. 1920-ban egészségügyi központot, 1923-ban könyvtárat, 1927-ben gyógyszertárat létesítettek a településen. A szlovák nemzeti felkelés idején itt volt a partizánok árvai központja. A 20. század második felében lakói erdei munkákkal, mezőgazdasággal foglalkoztak, valamint Árva és Ostrava üzemeiben dolgoztak. Földműves szövetkezetét 1975-ben alapították.

## Népessége
| Év:            | 1994. | 2004.    | 2014.   | 2024.   |
| -------------- | ----- | -------- | ------- | ------- |
| Emberek száma: | 4456  | 4962     | 5355    | 5694    |
| Eltérés:       |       | +11,35 % | +7,92 % | +6,33 % |

| Év:            | 2023. | 2024.   |
| -------------- | ----- | ------- |
| Emberek száma: | 5687  | 5694    |
| Eltérés:       |       | +0,12 % |

1910-ben 2052, túlnyomórészt szlovák anyanyelvű lakosa volt.
2001-ben 4812 lakosából 4790 szlovák volt.
2011-ben 5214 lakosából 5097 szlovák volt.

## Neves személyek
- Itt született 1877-ben Ján Vojtaššák szlovák katolikus pap, a Szepesi egyházmegye első szlovák püspöke, kommunista üldözés áldozata.
- Itt született 1932. január 2-án Milan Čič szlovák politikus, jogász, a Szlovák Alkotmánybíróság egykori elnöke.

## Nevezetességei
- Mária Mennybemenetele tiszteletére szentelt római katolikus temploma 1893-ban épült. Berendezéséből sok darab a korábbi, 18. századi templomból származik.
- Szent József tiszteletére szentelt temploma 2000-ben épült.
- Kálváriája a keresztúttal 1862-ben épült.
- Kápolnája a 19. század második felében épült.
- Nepomuki Szent János szobra a 18. században készült.
- A Pieta-szobor 19. századi.

## Külső hivatkozások
- Hivatalos oldal
- E-obce.sk Archiválva 2009. augusztus 19-i dátummal a Wayback Machine-ben
- Községinfó
- Zákamenneklin Szlovákia térképén
- A község a régió információs portálján
- A község az Árvai régió oldalán